# ドルニエ Do.N
川崎 八七式重爆撃機
八七重爆撃機
- 用途：爆撃機
- 設計者：ドルニエ社
- 製造者：川崎航空機（現川崎重工業）
- 運用者：日本（日本陸軍）
- 初飛行：1926年2月19日
- 生産数：約28機
- 運用状況：退役

八七式重爆撃機（Do.N）は、大戦間期の日本陸軍の爆撃機である。設計・試作機製造はドルニエ、量産は川崎航空機で行われた。

## 概要
1924年（大正13年）に日本陸軍は、丁式2型爆撃機（ファルマン F.60爆撃機）の代替機の開発を川崎航空機に指示した。川崎はドルニエ社、BMW社と技術提携を行うこととし、設計をドルニエ社に依頼した。また、技師を2名ドルニエ社に派遣し、全金属製機の製造技術を取得させることとした。これ以降川崎とドルニエ社の関係は緊密なものとなった。
ドルニエ社は、設計の完了後リヒャルト・フォークト技師等7名を川崎に派遣し、彼等の指導の下に細部を陸軍の規格に合うよう手直ししながら、2機の試作機の製作にとりかかった。試作第1号機は、1926年（大正15年）1月に完成した。
本機は飛行艇のような底面を持つ胴体に大型のパラソル型の主翼を持った全金属性の機体で、エンジンは主翼上の中央部に2基を前後背中合わせに並べる形で配備されていた。これは、当時好評だったDo.Jと同じ形態で、Do.Jの陸上機版とも言える機体だった。エンジンはBMW VIを国産化したものを搭載する予定だったが、試作1号機においては国産化が間に合わず、イギリスから輸入したネイピア・ライオン エンジンを搭載した。
陸軍による審査の結果、性能的には不満が残るもののエンジンの強化等により性能向上が見込めるとされ、1928年（昭和3年）春に八七式重爆撃機として制式採用された。
爆弾1ｔ以上搭載できる新鋭機として期待されたが、エンジンが馬力不足で低速だった上に安定性に欠け、機体強度にも不安があったため、実戦部隊における本機の評判はあまり芳しくなかった。部隊では、本機の型番をもじり「鈍（Do.N）亀」と呼んでいた様である。また、1929年（昭和4年）8月に墜落事故を起こしたことから生産機数の制限を受け、1932年（昭和7年）までに川崎で28機（試作機2機、生産型26機）を生産しただけで生産打ち切りとなった（川崎の他に陸軍砲兵工廠で数機生産されたという資料もある）。
しかしながら、本機の爆弾搭載量は前線ではかなり有効であり、満州事変においては約80 tの爆弾を投下し、それなりの戦果をあげた。そして、陸軍の主力重爆撃機として1935年（昭和10年）頃まで使用された。

## 性能諸元
- 全長： 18.50 m
- 全幅： 26.80 m
- 全高： 5.82 m
- 主翼面積： 121.00 m2
- 自重： 5,100 kg
- 全備重量： 7,700 kg
- 発動機： 川崎 ベ式四五〇馬力発動機（BMW-6） 水冷V型12気筒 450 hp×2
- 最大速度： 180 km/h
- 航続距離： 6 時間
- 実用上昇限度： 5,000 m

- 乗員： 6 名
- 武装： 
  - 7.7 mm機銃×3～5
  - 爆弾　最大1,000 kg